# نوينبورغ أم راين
نوينبورغ أم راين (بالألمانية: Neuenburg am Rhein) هي بلدة، مدينة وبلدة ألمانية تقع في ألمانيا في Breisgau-Hochschwarzwald. يقدر عدد سكانها بـ 11,976 نسمة .

## أعلام
- أولي إدل
- مايك جنكينز